# Cytheridea americana
Cytheridea americana är en kräftdjursart. Cytheridea americana ingår i släktet Cytheridea och familjen Cytherideidae. Inga underarter finns listade i Catalogue of Life.